# Raffaele Pierotti
 Raffaele Pierotti (ur. 1 stycznia 1836 w Sorbano, zm. 7 września 1905 w Rzymie) – włoski duchowny rzymskokatolicki, dominikanin, kardynał. 

## Życiorys
Pełnił funkcję Mistrza Domu Papieskiego w latach 1887-1896.Kreowany kardynałem diakonem na konsystorzu 30 listopada 1896 przez Leona XIII. Uczestnik konklawe w 1903. Został pochowany na Cmentarzu Campo Verano w Rzymie.